# Christoph Gottlieb Bogislav von Barnekow
Christoph Gottlieb Bogislav von Barnekow (* 6. April 1740 in Teschvitz bei Gingst; † 21. Mai 1829) war ein preußischer Oberforstmeister und Gutsbesitzer.

## Leben

### Familie
Christoph Gottlieb Bogislav von Barnekow war der älteste Sohn von Georg Christoph von Barnekow (* 1700; † 1783 in Bergen auf Rügen) und dessen Ehefrau Maria Tugendreich von Rosen. Sein Bruder, Friedrich Christian von Barnekow (* 1749; † 1794) begründete die Klein-Kubbelkower Linie der Familie, wo sich das seit dem 14. Jahrhundert bewirtschaftete Gut befindet.
Er heiratete in erster Ehe Ulrike Anna (* unbekannt; † 1786), geborene von Usedom aus dem Haus Udars auf Rügen, aus dieser sind nachfolgende Kinder namentlich bekannt:
- Karl Ludwig von Barnekow (* 29. März 1768; † 20. April 1829 in Sissow), preußischer Major im Husarenregiment Nr. 7 und Gutsherr von Sissow und Prosnitz;
- Ernst Friedrich Christoph von Barnekow (*  4. Mai 1769; † 4. Dezember 1791), preußischer Leutnant im Husarenregiment „von Wolffradt“ auf Usedom;
- Eduard von Barnekow (* 29. Dezember 1772; † 6. September 1813), fiel in der Schlacht bei Dennewitz als preußischer Major und Kommandeur des Pommerschen Landwehr-Kavallerie-Regiments[4];
- Gustav von Barnekow (* 10. Februar 1779 in Bergen auf Rügen; † 7. März 1838 in Berlin); Generalmajor
- Christoph Gottlieb von Barnekow (* 12. oder 14. September 1781 in Teschvitz; † 21. Januar 1814 in Metz), fiel als Rittmeister der preußischen National-Kavallerie bei Metz;
- Helmuth Friedrich Alexander von Barnekow (* 24. Juli 1783; † 1812);
- Adolph Friedrich von Barnekow (* 5. Oktober 1784; † 1817), preußischer Major im 1. Garde-Regiment, wurde in der Schlacht bei Großgörschen schwer verletzt.

In zweiter Ehe heiratete er Henriette, eine Tochter des Joachim Christoph von Platen (1730–1788), Herr von Venz, Zubzow und Reischvitz, mit der er ebenfalls gemeinsame Kinder hatte, von denen jedoch zwei noch im Kindesalter verstarben. Sein Sohn Alfred (* 25. Juli 1795; † 25. März 1866), der aus dieser Ehe stammte, führte später die Güter Ralswiek, Gnies und Teschvitz, dieser war königlich-preußischer Kammerherr, Hauptmann a. D. und Abgeordneter des Preußischen Abgeordnetenhauses von 1849 bis zu seinem Tod.

### Werdegang
Christoph Gottlieb Bogislav von Barnekow erhielt seinen ersten Unterricht im Elternhaus und später beim Propst Michael Nestius (1721–1794) in Bergen auf Rügen. Er besuchte die Universitäten in Greifswald, Kiel und Göttingen und studierte Jura, Philosophie und die römischen Klassiker, dazu zeichnete er in Kreide und fertigte Baurisse.
Nach Beendigung der Studien nahm er 1764 die Stelle eines Kammerjunkers in Schwerin an. Dort wurde ihm die Erziehung des Prinzen Friedrich Franz anvertraut, mit dem er dann bis an sein Lebensende im Briefwechsel stand.
Sein Vater hatte einen Teil der Güter an ihn abgetreten, u. a. auch das Gut Teschvitz auf Rügen; dort wollte er sich dem Landleben widmen.
1770 erhielt er aus Schwerin vom Herzog Friedrich das Angebot einer Anstellung zum Oberforstmeister. Aufgrund der damaligen wirtschaftlichen Situation nahm er das Angebot an und ging zur fachlichen Ausbildung für ein Jahr nach Württemberg um in Cannstatt die nötigen Jagdkenntnisse zu erwerben. Nach seiner Rückkehr nach Mecklenburg erhielt er in Ludwigslust mehrere Reviere zugewiesen. Aufgrund der Nähe zu Schwerin, hielt er sich dann auch öfter am dortigen Hof auf. 1777 kehrte er nach Rügen zurück, behielt dabei jedoch sein bisheriges Gehalt als Pension.
Nach der Übernahme des Gutes vom Pächter stellte er fest, dass dieser das Gut so herunter gewirtschaftet hatte, dass jedes Gebäude erneuert werden musste, dazu kam noch ein Viehsterben und Missernten. Gleichzeitig wuchs die Familie auf sieben Söhne und drei Töchter an.
Bis zu seinem Tod im neunzigsten Lebensjahr bewirtschaftete er seine Güter.

### Mitgliedschaften
Christoph Gottlieb Bogislav von Barnekow wurde als Ehrenmitglied in den mecklenburgischen patriotischen Verein aufgenommen.

## Auszeichnungen
- 1815 erhielt er vom König den St. Johanniterorden.
- Am 25. April 1825 wurde er durch König Friedrich Wilhelm III. zum Freiherrn ernannt.
- Kurz vor seinem Tod erhielt er noch den Roten Adlerorden.

## Trivia
Der Schriftsteller Ernst Moritz Arndt schildert in seinem Buch Meine Wanderungen und Wandlungen mit dem Reichsfreiherrn von Stein eine Begegnung mit Gustav von Barnekow, wobei er auf die gemeinsame Bekanntschaft mit Christoph Gottlieb Bogislav von Barnekow hinweist, auf diese Bekanntschaft weist er auch noch in seinem Werk Erinnerungen aus dem äußeren Leben hin.